# Emil Wojtaszek
Emil Wojtaszek (Krakkó, 1927. augusztus 22. – Varsó, 2017. június 17.) lengyel politikus, külügyminiszter (1976–1980).

## Élete
A Lengyelországi Egyesült Munkáspárt (LEMP) tagja volt. 1976. december 2. és 1980. augusztus 24. között Lengyelország külügyminisztereként tevékenykedett. Ezt követően 1981 áprilisáig a LEMP Központi Bizottságában a külügyekért volt felelős. 1982. februárjáig a Szejm tagja volt.